# NGC 1517
NGC 1517 је спирална галаксија у сазвежђу Бик која се налази на NGC листи објеката дубоког неба.
Деклинација објекта је + 8° 38' 56" а ректасцензија 4h 9m 11,9s. Привидна величина (магнитуда) објекта NGC 1517 износи 13,5 а фотографска магнитуда 14,2. NGC 1517 је још познат и под ознакама UGC 2970, CGCG 418-13, IRAS 04064+0831, PGC 14564.